# 百奇繚乱の館
『百奇繚乱の館』（ひゃっきりょうらんのやかた）は、アストロノーツ・シリウスから2017年7月28日に発売されたアダルトゲームである。
本作は「古典的な館もの」を目指して開発された。

## あらすじ
大学で民俗学を学ぶ主人公・青山芳人は、行方不明のゼミの教官を探すためにある山に行った。芳人は道に迷った末、旧華族の資産家・神門家の豪邸にたどり着く。神門家では次期当主を決めるための儀式「影供の儀」を控えていたため、次期当主候補やその関係者が既に館に来ていた。

## 登場人物
青山 芳人（あおやま よしと）
本作の主人公。男子大学生。通っている大学の教授に提出するレポートの期限を忘れてしまい、その期限を聞きに教授が訪れた場所で探している際に、教授が立ち寄ったとされる山に登り遭難した。そこで偶然にも訪れた神門の屋敷に一時的にやっかいになる。
その偶然を見込まれて、神門の前当主である兵蔵の一声で「影供の儀」へと参加させられる。

### 神門家
神門 莉理香（みかど りりか）
声：ひむろゆり
神門家三女。屋敷から出たことがなく、学校にも通ったことがない。幼少時から怜の教育を受けており、成長後は館の図書室で独学で勉強する一方、外の世界への憧れを募らせている。趣味は占い。
神門 百合（みかど ゆり）
声：岬友美
神門家次女。自宅から市内の女子名門校に通っているが「影供の儀」のために休学している。能力至上主義者であり、能無しは人間として扱わない。
神門 絢（みかど あや）
声：和葉
神門家長女。大学卒業後は自宅で生活している。奔放な性格であると同時に家庭的な趣味を持っている。
神門 史華（みかど ふみか）
声：七ヶ瀬輪
神門家の当主。当主として毅然とした態度をとる一方、普段は儚げな女性である。夫とは事故で死別している。
神門 兵蔵 （みかど へいぞう）
神門家の先代当主。史華は娘に当たり、三姉妹は戸籍上の孫娘にあたる。

### 「影供の儀」参加者
円山 寛（まるやま ひろし）
「影供の儀」の参加者である、会社経営者。金と女には目がなく、三姉妹を性的な目で見ている。
岩城 昭夫（いわき あきお）
「影供の儀」の参加者の一人。飄々とした人物。
由比 薫（ゆい かおる）
「影供の儀」の参加者である天才少年。大学を卒業している。
鶴 さつき（つる さつき）
声：紫苑みやび
薫の保護者として神門家に来た女性。
宮司 晃（ぐうじ あきら）
「影供の儀」の参加者である若き会社社長。

### 使用人
帯刀 怜（たてわき れい）
声：ヒマリ
神門家の秘書の女性。史華と兵蔵の腹心の部下である。また、幼少時の莉理香の教育係も務めていた。
曽我部 織江（そがべ おりえ）
声：手塚りょうこ
神門家の使用人の女性。神門家に仕える家系に生まれ、幼いころから神門家で働いている。今では出される料理はすべて彼女が調理を行っている。
田所 烈次郎（たどころ れつじろう）
神門家の庭師を務める老人。絢からは親切にされている。
曽我部 健（そがべ けん）
神門家の執事。寡黙な性格で命令には忠実。

## 開発
アストロノーツの桐生タツヒコは、Game Headlineとのインタビューの中で、「M&M原画による館ものが複数開発される中で『こうしてみたい』というアイデアが集まってきたので、そろそろ良いと思って開発した」と開発のきっかけについて述べている。
桐生は本作を開発した意図について、「館ものは本来アダルトゲームが得意とするジャンルであり、スタッフの多くも往年のアダルトゲームを好んでいたため、『18禁だからこそできる館もの』を意識して淫靡さと背徳性を出せるよう努力した」と話している。

### キャラクター設定
メインヒロインの莉理香は、登場人物たちの中において特殊な立ち位置のキャラクターとして設定され、莉理香のキャラクター性はM&Mが描いてきた少女のうち、特にユーザーからの評価が高いところを現代的にアレンジする形でつくられた。
絢は妖艶な雰囲気を持つ「大人と娘の間にいるお姉さん」として設定された。
百合は館と神門家の異常性をわかりやすく表現するために作られたキャラクターであり、典型的な「高飛車なお嬢様」と設定されている。
史華は当初、厳格で威圧的な女性と設定されていたが、原画家のM&Mが提出したデザイン画を見た桐生が史華のイメージに合うと考えた結果、現在の姿に変更された。

### システム
「古典的な館もの」を目指して作られた本作は、マップ画面で移動場所を選択して物語を進めるタイプのアドベンチャーゲームとして設計された。桐生はGame Headlineとのインタビューの中で、「一通りのメインルートを進めるのはそこまで難しくないが、すべてのイベントやサブルートを見ようとすると少し大変なぐらい」の難易度に調整したと述べている。
また、CGで描かれている状況を分かりやすくするため、『聖エステラ学院の七人の魔女』同様、CGモードで台詞が表示される仕組みがとられた。

### 広報活動
2016年3月29日に発売した『ダンジョン オブ レガリアス〜背徳の都イシュガリア〜』同様、本作の公式ホームページは携帯端末にも対応したデザインが施された。

## スタッフ
- 原画：M&M
- シナリオ：ヤマガミユウ、すまっしゅぱんだ、霧島へるん、なかぢ他

## 反響

### 売り上げ
アストロノーツ・シリウスの担当者はGame Headlineの取材に対して、公式ホームページをスマートフォンでも見やすくしたことによる流入効果などについては、「対応していないページでもスマートフォンでも表示されることもあり、違いはほぼなかった」と述べており、スマートフォンに対応したウェブサイトを作成するには多大な労力を要するなどの理由により、同年11月24日に姉妹ブランドであるアストロノーツ・コメットから発売された『艶花サクラメント -性なる御技と悪霊憑きの少女たち-』は通常のパソコン向けの表示方法をとることを明らかにした。